# PPL-A
PPL-A är en förkortning för Private Pilot Licence - Aeroplane. Detta innebär på svenska privatflygcertifikat för flygplan och grundcertifikatet ger piloten behörighet att flyga som privatflygare. Till certifikatet kan kopplas olika klasser varav den vanligaste, SEP (Single Engine Piston), ger rätt att framföra ett enmotorigt flygplan utrustat med kolvmotor och propeller. I normalfallet får man bara flyga under visuella väderförhållanden (VFR) under dager men det går att bygga på med behörighet för VFR-mörker och IFR. Man kan också bygga på sitt PPL-A med andra behörigheter som till exempel avancerad flygning, bogsering av segelflygplan och sjöflygplan.
Se en generell beskrivning under flygcertifikat samt andra typer av certifikat PPL-H, UL-B, CPL-A, CPL-H samt ATPL.